# 格蘭西 (密西西比州)
格蘭西（英語：Glancy）是位於美國密西西比州科派亞縣的非建制地區。

## 歷史
格蘭西的郵局於1904年設立，其後於1953年停運。

## 地理
格蘭西所處的海拔為高於海平面101米（即331英呎），而該地所採用的時區為UTC-6，即北美中部時區（CST）。同時該地設有夏令時間，為UTC-6調快一小時，即UTC-5（CDT）。